# 100 mètres haies
Le 100 mètres haies est une épreuve d'athlétisme réservée aux femmes, l'épreuve équivalente pour les hommes est le 110 mètres haies. Elle consiste à parcourir à une vitesse maximale une distance de 100 mètres en ligne droite en franchissant dix haies de 83,8 cm (33 pouces). Le nombre de haies tombées ne donne lieu à aucune pénalité, mais elles peuvent ralentir les sprinteuses, voire entraîner des chutes et des blessures. 
Le record du monde est détenu par la Nigériane Tobi Amusan avec un temps de 12 s 12 établi le 24 juillet 2022 lors des championnats du monde à Eugene (Oregon).

## Histoire
Le 100 mètres haies est disputé pour la première fois en grande compétition lors des Jeux olympiques de 1972 à Munich, il remplace le 80 mètres haies.

## Détails techniques
Il faut franchir 10 haies séparées de 8,50 m, la première est située 13 m après le départ et la dernière à 10,5 m de l'arrivée. Les emplacements des haies sont marqués sur la piste par des tirets jaunes.
| Distance    | Nombre de haies | Hauteur | Première haie au départ | Distance entre les haies | Dernière haie à l'arrivée |
| ----------- | --------------- | ------- | ----------------------- | ------------------------ | ------------------------- |
| 100 m haies | 10              | 0,84 m  | 13 m                    | 8,50 m                   | 10,50 m                   |

## Performances

### Records par continent
| Région                       | Perf.   | Vent | Athlète          | Nat.       | Date             | Lieu         |
| ---------------------------- | ------- | ---- | ---------------- | ---------- | ---------------- | ------------ |
| Monde                        | 12 s 12 | +0,9 | Tobi Amusan      | Nigeria    | 24 juillet 2022  | Eugene       |
| Afrique                      | 12 s 12 | +0,9 | Tobi Amusan      | Nigeria    | 24 juillet 2022  | Eugene       |
| Amérique du Nord et Centrale | 12 s 20 | +0,3 | Kendra Harrison  | États-Unis | 22 juillet 2016  | Londres      |
| Amérique du Sud              | 12 s 49 | +1,3 | Maribel Caicedo  | Équateur   | 23 mai 2024      | Fayetteville |
| Asie                         | 12 s 44 | -0,8 | Olga Shishigina  | Kazakhstan | 27 juin 1995     | Lucerne      |
| Europe                       | 12 s 21 | +0,7 | Yordanka Donkova | Bulgarie   | 20 août 1988     | Stara Zagora |
| Océanie                      | 12 s 28 | +1,1 | Sally Pearson    | Australie  | 3 septembre 2011 | Daegu        |

### Athlètes les plus rapides
Au 14 juillet 2024.
| Rang | Temps   | Athlète               | Pays       | Lieu         | Date             |
| ---- | ------- | --------------------- | ---------- | ------------ | ---------------- |
| 1    | 12 s 12 | Tobi Amusan           | Nigeria    | Eugene       | 24 juillet 2022  |
| 2    | 12 s 20 | Kendra Harrison       | États-Unis | Londres      | 22 juillet 2016  |
| 3    | 12 s 21 | Yordanka Donkova      | Bulgarie   | Stara Zagora | 20 août 1988     |
| 4    | 12 s 25 | Ginka Zagorcheva      | Bulgarie   | Drama        | 8 août 1987      |
| 4    | 12 s 25 | Masai Russell         | États-Unis | Eugene       | 30 juin 2024     |
| 6    | 12 s 26 | Ludmila Engquist      | Suède      | Séville      | 6 juin 1992      |
| 6    | 12 s 26 | Brianna Rollins       | États-Unis | Des Moines   | 22 juin 2013     |
| 6    | 12 s 26 | Jasmine Camacho-Quinn | Porto Rico | Des Moines   | 1er août 2021    |
| 9    | 12 s 28 | Sally Pearson         | Australie  | Daegu        | 3 septembre 2011 |
| 9    | 12 s 28 | Ackera Nugent         | Jamaïque   | Kingston     | 30 juin 2024     |

### Dix meilleures performances de tous les temps
| Rang | Temps   | Vent | Athlète               | Lieu         | Date             |
| 1    | 12 s 12 | +0,9 | Tobi Amusan           | Eugene       | 24 juillet 2022  |
| 2    | 12 s 20 | +0,3 | Kendra Harrison       | Londres      | 22 juillet 2016  |
| 3    | 12 s 21 | +0,7 | Yordanka Donkova      | Stara Zagora | 20 août 1988     |
| 4    | 12 s 24 | +0,9 | Yordanka Donkova      | Stara Zagora | 28 août 1988     |
| 4    | 12 s 24 | +0,7 | Kendra Harrison       | Eugene       | 28 mai 2016      |
| 4    | 12 s 24 | +0,1 | Kendra Harrison       | Budapest     | 22 août 2023     |
| 7    | 12 s 25 | +1,4 | Ginka Zagorcheva      | Dráma        | 8 août 1987      |
| 7    | 12 s 25 | +0,7 | Masai Russell         | Eugene       | 30 juin 2024     |
| 9    | 12 s 26 | +1,5 | Yordanka Donkova      | Ljubljana    | 7 septembre 1986 |
| 9    | 12 s 26 | +1,7 | Lyudmila Narozhilenko | Séville      | 6 juin 1992      |
| 9    | 12 s 26 | +1,2 | Brianna McNeal        | Des Moines   | 22 juin 2013     |
| 9    | 12 s 26 | -0,2 | Jasmine Camacho-Quinn | Tokyo        | 1er août 2021    |

### Meilleures performances mondiales de l'année
| Année | Temps   | Athlète                               | Nationalité         | Lieu              | Date             |
| ----- | ------- | ------------------------------------- | ------------------- | ----------------- | ---------------- |
| 1970  | 12 s 93 | Chi Cheng                             | Taipei chinois      | Munich            |                  |
| 1971  | 12 s 60 | Karin Balzer                          | Allemagne de l'Est  | Berlin Est        |                  |
| 1972  | 12 s 59 | Anneliese Ehrhardt                    | Allemagne de l'Est  | Munich            |                  |
| 1973  | 12 s 68 | Anneliese Ehrhardt                    | Allemagne de l'Est  | Dresde            |                  |
| 1974  | 12 s 66 | Anneliese Ehrhardt                    | Allemagne de l'Est  | Rome              |                  |
| 1975  | 12 s 91 | Bozena Szwierczynska                  | Pologne             | Zielona Góra      |                  |
| 1976  | 12 s 69 | Grazyna Rabsztyn                      | Pologne             | Bydgoszcz         |                  |
| 1977  | 12 s 87 | Lyubov Kononova                       | Union soviétique    | Düsseldorf        |                  |
| 1978  | 12 s 48 | Grazyna Rabsztyn                      | Pologne             | Fürth             |                  |
| 1979  | 12 s 48 | Grazyna Rabsztyn                      | Pologne             | Varsovie          |                  |
| 1980  | 12 s 36 | Grazyna Rabsztyn                      | Pologne             | Varsovie          |                  |
| 1981  | 12 s 68 | Tatyana Anisimova                     | Union soviétique    | Tbilissi          |                  |
| 1982  | 12 s 44 | Yordanka Donkova                      | Bulgarie            | Sofia             |                  |
| 1983  | 12 s 42 | Bettine Jahn                          | Allemagne de l'Est  | Berlin            |                  |
| 1984  | 12 s 43 | Lucyna Kalek                          | Pologne             | Hanovre           |                  |
| 1985  | 12 s 42 | Ginka Zagorcheva                      | Bulgarie            | Sofia             |                  |
| 1986  | 12 s 26 | Yordanka Donkova                      | Bulgarie            | Ljubljana         |                  |
| 1987  | 12 s 25 | Ginka Zagorcheva                      | Bulgarie            | Dráma             |                  |
| 1988  | 12 s 21 | Yordanka Donkova                      | Bulgarie            | Stara Zagora      |                  |
| 1989  | 12 s 60 | Cornelia Oschkenat                    | Allemagne de l'Est  | Barcelone         |                  |
| 1990  | 12 s 53 | Natalya Grigoryeva                    | Union soviétique    | Kiev              |                  |
| 1991  | 12 s 28 | Ludmila Engquist                      | Union soviétique    | Kiev              |                  |
| 1992  | 12 s 26 | Ludmila Engquist                      | Russie              | Séville           |                  |
| 1993  | 12 s 46 | Gail Devers                           | États-Unis          | Stuttgart         |                  |
| 1994  | 12 s 53 | Tatyana Reshetnikova Svetla Dimitrova | Russie Bulgarie     | Linz Stara Zagora |                  |
| 1995  | 12 s 44 | Olga Shishigina                       | Kazakhstan          | Lucerne           |                  |
| 1996  | 12 s 47 | Ludmila Engquist                      | Suède               | Atlanta           |                  |
| 1997  | 12 s 50 | Ludmila Engquist                      | Suède               | Athènes           |                  |
| 1998  | 12 s 44 | Glory Alozie                          | Nigeria             | Monaco            |                  |
| 1999  | 12 s 37 | Gail Devers                           | États-Unis          | Séville           |                  |
| 2000  | 12 s 33 | Gail Devers                           | États-Unis          | Sacramento        |                  |
| 2001  | 12 s 42 | Anjanette Kirkland                    | États-Unis          | Edmonton          |                  |
| 2002  | 12 s 40 | Gail Devers                           | États-Unis          | Lausanne          |                  |
| 2003  | 12 s 45 | Brigitte Foster-Hylton Gail Devers    | Jamaïque États-Unis | Eugene Monaco     |                  |
| 2004  | 12 s 37 | Joanna Hayes                          | États-Unis          | Athènes           |                  |
| 2005  | 12 s 43 | Michelle Perry                        | États-Unis          | Carson            |                  |
| 2006  | 12 s 43 | Michelle Perry                        | États-Unis          | Lausanne          |                  |
| 2007  | 12 s 44 | Michelle Perry                        | États-Unis          | Rome              |                  |
| 2008  | 12 s 43 | LoLo Jones                            | États-Unis          | Pékin             |                  |
| 2009  | 12 s 46 | Brigitte Foster-Hylton                | Jamaïque            | Zurich            |                  |
| 2010  | 12 s 52 | Priscilla Lopes-Schliep               | Canada              | Londres           |                  |
| 2011  | 12 s 28 | Sally Pearson                         | Australie           | Daegu             | 3 septembre 2011 |
| 2012  | 12 s 35 | Sally Pearson                         | Australie           | Londres           | 7 août 2012      |
| 2013  | 12 s 26 | Brianna Rollins                       | États-Unis          | Des Moines (Iowa) | 22 juin 2013     |
| 2014  | 12 s 44 | Dawn Harper-Nelson                    | États-Unis          | Saint-Denis       | 5 juillet 2014   |
| 2015  | 12 s 34 | Sharika Nelvis                        | États-Unis          | Eugene            |                  |
| 2016  | 12 s 20 | Kendra Harrison                       | États-Unis          | Londres           | 22 juillet 2016  |
| 2017  | 12 s 28 | Kendra Harrison                       | États-Unis          | Székesfehérvár    | 4 juillet 2017   |
| 2018  | 12 s 36 | Kendra Harrison                       | États-Unis          | Londres           | 22 juillet 2018  |
| 2019  | 12 s 32 | Danielle Williams                     | Jamaïque            | Londres           | 20 juillet 2019  |
| 2020  | 12 s 68 | Nadine Visser                         | Pays-Bas            | Turku             | 11 août 2020     |
| 2021  | 12 s 26 | Jasmine Camacho-Quinn                 | Porto Rico          | Tokyo             | 1er août 2021    |
| 2022  | 12 s 12 | Tobi Amusan                           | Nigeria             | Eugene            | 24 juillet 2022  |
| 2023  | 12 s 24 | Kendra Harrison                       | États-Unis          | Budapest          | 22 août 2023     |

## Palmarès olympique et mondial depuis 1972
Lors des Jeux 2024, la médaille d’or est gagnée par l’Américaine Masai Russell en 12 s 33. Elle devance la Française Cyréna Samba-Mayela d’un centième de seconde (12 s 34).
| Compétition   | Championne             |
| ------------- | ---------------------- |
| Jeux 1972     | Annelie Ehrhardt       |
| Jeux 1976     | Johanna Schaller-Klier |
| Jeux 1980     | Vera Komisova          |
| Mondiaux 1983 | Bettine Jahn           |
| Jeux 1984     | Benita Fitzgerald      |
| Mondiaux 1987 | Ginka Zagorcheva       |
| Jeux 1988     | Yordanka Donkova       |
| Mondiaux 1991 | Ludmila Narozhilenko   |
| Jeux 1992     | Voula Patoulidou       |
| Mondiaux 1993 | Gail Devers            |
| Mondiaux 1995 | Gail Devers            |
| Jeux 1996     | Ludmila Engquist       |
| Mondiaux 1997 | Ludmila Engquist       |
| Mondiaux 1999 | Gail Devers            |
| Jeux 2000     | Olga Shishigina        |
| Mondiaux 2001 | Anjanette Kirkland     |
| Mondiaux 2003 | Perdita Felicien       |
| Jeux 2004     | Joanna Hayes           |
| Mondiaux 2005 | Michelle Perry         |
| Mondiaux 2007 | Michelle Perry         |
| Jeux 2008     | Dawn Harper            |
| Mondiaux 2009 | Brigitte Foster-Hylton |
| Mondiaux 2011 | Sally Pearson          |
| Jeux 2012     | Sally Pearson          |
| Mondiaux 2013 | Brianna Rollins        |
| Mondiaux 2015 | Danielle Williams      |
| Jeux 2016     | Brianna Rollins        |
| Mondiaux 2017 | Sally Pearson          |
| Mondiaux 2019 | Nia Ali                |
| Jeux 2020     | Jasmine Camacho-Quinn  |
| Mondiaux 2022 | Tobi Amusan            |
| Mondiaux 2023 | Danielle Williams      |
| Jeux 2024     | Masai Russell          |